# Гонсалу Коелю
Гонсалу Коелю (на португалски: Gonçalo Coelho) (1451 или 1454, Флоренция – 1512, Севиля) е португалски мореплавател.
На 10 май 1501 от Лисабон за Югоизточна Азия тръгва флотилия от три кораба под командването на Гонсалу Коелю. Един от корабите се командва по неговите думи от Америго Веспучи, който съобщава непълно и както винаги – невярно за хода на тази експедиция, не назовавайки естествено името на ръководителя ѝ. Целта на експедицията е град Малака и португалците се опитват да стигнат дотам по западен път.
От островите Зелени нос (Кабо Верде) Коелю се движи на югоизток, към Сиера Леоне. Странен курс, имайки предвид намерението на португалците да не минават покрай нос Добра Надежда. Флотилията вече приближава бреговете на Сиера Леоне, но насрещните ветрове ѝ пречат да хвърли котва. Четири дни Коелю маневрира в гвинейски води, след което решава да промени посоката на движение и потегля на югозапад. Корабите пресичат екватора и през август 1503, на 3°51′ ю. ш. 32°26′ з. д. / 3.85° ю. ш. 32.433333° з. д. Коелю открива остров Фернанду ди Нороня (26 km2).
Веспучи се отправя с лодка с 4 – 5 матроси, за да търси безопасна стоянка за корабите, но в намерения от него залив идва само един кораб и то чак след една седмица. Останалите два кораба на Коелю продължават напред към „Земята на Светия Кръст“ и място за тяхната среща при евентуално разделяне е заливът Баия – доказателство, че още тогава са имали удовлетворителна карта на неотдавна откритото бразилско крайбрежие. Третият кораб, на борда на който се намира Веспучи, пристига в Баия и чака близо два месеца останалите съдове на флотилията.
Коелю се добира до нос Сау Роки (5° 29' ю.ш.) на бразилското крайбрежие на 17 август. От него флотилията продължава бавно и методично плаването си на юг покрай бреговете на Бразилия. На 28 август заобикаля най-източната точка на Южна Америка – нос Кабу Бранку. На 4 октомври е открито устието на река Сау Франсиску и на 1 ноември достига до мястото на срещата – залива Баия (12° 50' ю.ш.). На 1 януари 1502 г. Коелю открива великолепния залив Рио де Жанейро, а на 22 януари на 23° 50' ю.ш. – остров Сау Висенти.
Оттам Коелю решава да се завърне в родината. Един от корабите се отделя от флотилията и се завръща в Португалия на 24 юни 1502. Двата останали кораба отплават от бреговете на Бразилия на 13 февруари 1502 и на 20°30′ ю. ш. 29°20′ з. д. / 20.5° ю. ш. 29.333333° з. д. откриват остров Триндади. На 10 май 1502 експедицията достига бреговете на Сиера Леоне, където се налага да бъде изоставен и изгорен единият от корабите, а на 6 септември 1502 г. Коелю се завръща в Лисабон.
Резултатите от експедицията разочароват короната: няма злато и сребро, само бразилско дърво, папагали и маймуни. Затова географските ѝ достижения са огромни. Открито и картографирано, естествено примитивно, е крайбрежието на Бразилия от 5° 30' до 25° ю.ш. с дължина над 3000 km.